# Natasha Kaiser-Brown
Natasha Kaiser-Brown (Des Moines, 14 de maio de 1967) é uma ex-velocista norte-americana campeã mundial e medalhista olímpica de atletismo.
Conquistou a medalha de prata no revezamento 4x400 m nos Jogos de Barcelona 1992 junto com Gwen Torrence, Rochelle Stevens e Jearl Miles Clark. Foi campeã mundial em Stuttgart 1993 com Gwen Torrence, Maicel Malone e Jearl Miles. No mesmo campeonato ganhou uma medalha de prata nos 400 m rasos. Foi campeã pan-americana integrando o 4x400 m em Havana 1991.